# James Maybrick
James Maybrick (Liverpool, 25 de octubre de 1838-ibídem, 11 de mayo de 1889) fue un negociante de telas inglés. Aún hoy día esta persona es uno de los sospechosos de haber podido ser el asesino en serie conocido como Jack el Destripador.

## Biografía
James Maybrick nació el 24 de octubre de 1838 en una familia acomodada que llevaba sesenta años instalada en la ciudad de Liverpool. Fue el primogénito porque William, el primer hijo del grabador de metales William Maybrick y su esposa Susannah, falleció con apenas tres años de edad. A James Maybrick le siguieron Michael, nacido en 1841, quien de adulto se convertiría en un famoso compositor, y además Thomas -1846- y Edwind -1851-; estos dos últimos se inclinarían al igual que James por la actividad comercial.
De adulto se hizo negociante en algodón responsabilizándose de la carga familiar. Pareciera ser que sus negocios caminaron bien. De todas formas, Maybrick no era el tipo de persona que gustara de participar en la vida mundana de Londres de la época victoriana.
A pesar de su talento para los negocios y la prosperidad de su comercio, en cierto momento Maybrick se sintió traumatizado e incómodo con ciertos aspectos de su vida. Por otra parte, era un consumidor de opio, y a veces se drogaba con una mezcla de arsénico y de estricnina, supuestamente para así mejorar de la malaria contraída en oportunidad de un viaje a África realizado debido a su actividad profesional ; por otra parte, soportaba el adulterio de su joven mujer Florence (1862-1941, veinticuatro años menor que él), entre otras cosas tal vez porque por su lado tenía una amante con la que había concebido varios hijos.
James Maybrick murió en 1889, presumiblemente envenenado por su mujer (a pesar de que ciertos miembros de su entorno imputaron su deceso súbito a su dependencia crónica respecto del opio, y/o a una reacción producida por el « remedio » que se administraba desde hacía años). Hubo investigadores que, en cambio, postularon que el culpable de la muerte de Maybrick no resultó ser su esposa, sino su hermano Michael. Este último se terminó constituyendo en el primordial beneficiario de los cuantiosos bienes dejados por el difunto y, además, habría llegado al colmo de falsificar el testamento ológrafo adjudicado a James.
De todas formas, Florence Maybrick fue juzgada y condenada a muerte por ahorcamiento, pero luego agraciada por la reina Victoria a cambio de una pena de reclusión de 15 años finalmente abandonó la prisión en 1904.

## El diario íntimo de James Maybrick
En 1991, en un barrio obrero de Liverpool, un tal Michael Barrett (un distribuidor de chatarra de Liverpool en paro) recibió un extraño regalo en un Pub de manos de uno de sus amigos (Tony Devereux, fallecido poco tiempo después de una crisis cardíaca); se trataba de un viejo manuscrito de unas sesenta páginas, cuya lectura revelaba que había sido escrito por cierto James Maybrick.
Este diario íntimo (del cual ciertas páginas habían sido arrancadas y jamás encontradas) presenta a un James Maybrick que contaba con gran lujo de detalles la comisión de cinco asesinatos generalmente imputados al desconocido llamado Jack el Destripador.
Este manuscrito fue confiado inmediatamente a un laboratorio de análisis, pasando prueba en un microscopio electrónico. El resultado de estos estudios acreditó que el manuscrito en cuestión era de la época victoriana.
Otro presunto hallazgo verificado en el año 1993 sirvió para apoyar la legitimidad del diario atribuido a Maybrick. Se trató de un reloj de oro con cadena, en cuya tapa metálica interior portaba esculpidas las iniciales de las víctimas y la frase “Yo soy Jack”.  El artefacto y sus grabados fueron examinados por expertos de las Universidades de Mánchester y de Bristol, los cuales concluyeron que el reloj y los grabados poseían decenas de años de antigüedad, y que bien podrían datar de 1888, época en que acaecieron los homicidios de Whitechapel.
No obstante, la mayoría de los científicos y estudiosos dudan actualmente de la autenticidad del documento, ya que opinan es un bulo fabricado a posteriori con la finalidad de engañar.
Algunos autores, por ejemplo Alan Moore, han sido sumamente críticos, e incluso irónicos, respecto a la pretendida veracidad de este manuscrito. Al efecto el recién señalado escritor y guionista de cómics señaló: “en 1992 todo se vuelve académico cuando se descubre el diario de Jack el Destripador. ¡Qué considerado por su parte dejar uno!”.
En 1995, Michael Barret confesó haber escrito ese manuscrito aunque luego se retractó, lo que sin duda agrega confusión e incertidumbre a este asunto.
Otra versión distinta afirma que Ann, esposa de Barrett y con apellido de soltera Chandler, dijo que el diario había pertenecido a su familia tanto tiempo como ella tenía recuerdo, y que en cierto momento ella misma le había pedido a Tony Devereux de darlo a su marido, ya que él tenía aspiraciones literarias y ella pensó que bien podría escribir un libro sobre ello. Además dijo que no habría querido decirle a su marido la verdadera historia, porque pensó que éste preguntaría a su padre sobre ello, y las relaciones entre los dos hombres entonces eran problemáticas.

## La controversia
En efecto, numerosos elementos refuerzan la tesis según la cual Maybrick sería bien posible el asesino, aunque otros piensan que Maybrick se proyectó en la personalidad de un asesino por el cual tenía una fascinación mórbida.
- Para aumentar la duda, la cronología de los hechos demuestra que James Maybrick estaba en Whitechapel cuando ocurrieron las muertes.
- Y después de la muerte de Maybrick, los crímenes cesaron.
- En vida y según algunos de sus colegas de negocios, James Maybrick había hecho gala de una cultura anatómica que llevaba a la admiración y a la sorpresa.
- Y cuando la última muerte, la de Mary Jane Kelly, la policía advirtió una inscripción trazada sobre un muro con la sangre de la víctima. Esta inscripción formaba vagamente las letras "F" y "M", tal vez queriendo señalar las iniciales de "Florence Maybrick". Debe anotarse que Mary Jane Kelly era sensiblemente de la misma edad de la esposa de James Maybrick, con lo que podría conjeturarse que la rabia y el odio que este comerciante tendría para con su mujer, sería tal vez la razón para las muertes y para las increíbles mutilaciones a los cuerpos de las víctimas, y muy especialmente al cuerpo de la última infortunada

- El diario íntimo de Maybrick igualmente señala un detalle que la policía jamás había informado a la prensa: junto al cuerpo de Catherine Eddowes, los agentes encontraron una pequeña caja de metal vacía perteneciente a la víctima, y este objeto era mencionado en el manuscrito de Maybrick, señalando con precisión que estaba vacío.

A pesar de lo dicho, ciertos investigadores como por ejemplo Stéphane Bourgoin, autor del Petit Livre rouge de Jack l'éventreur, rechazaban la autenticidad del manuscrito, a pesar de aceptar la datación del mismo como correspondiente a la era victoriana. En efecto, Bourgoin niega con rotundidad la tesis de que James Maybrick y Jack el Destripador fueran la misma persona.
- Maybrick tenía 50 años cuando el primer asesinato se produjo, y es rarísimo que este tipo de criminales tengan esa edad, pues por lo general comienzan a matar siendo más jóvenes.

- La personalidad compleja y torturada de Maybrick sin duda dejaba gran espacio a la fabulación; y Bourgoin mantuvo su opinión que Maybrick no hizo otra cosa que proyectarse e identificarse con el misterioso asesino.

- Además, Maybrick se desplazaba con cierta dificultad, y era corto de vista. Sin embargo, el matador debería haber tenido la mano firme para proceder a las mutilaciones, tan precisamente producidas y tan rápidamente ejecutadas.